# Bolesław Zagórny
Bolesław Zagórny ps. Jan (ur. 20 listopada 1898 w Grodźcu, zm. 14 sierpnia 1972 w Bydgoszczy) – major Wojska Polskiego i Armii Krajowej, dowódca dzielnicy A w Wilnie i batalionu AK w operacji „Ostra Brama”, więzień sowieckich łagrów.

## Życiorys
Syn Piotra Zagórnego i Józefy z domu Lazar. Po ukończeniu czteroklasowej szkoły powszechnej w Grodźcu podjął pracę fizyczną m.in. w kopalni węgla kamiennego „Grodziec II”. W 1918 r. brał udział w rozbrajaniu żołnierzy niemieckich w Będzinie i Dąbrowie Górniczej. Wstąpił do Milicji Ludowej PPS. Od 1919 r. w Wojsku Polskim, ukończył szkołę podoficerską. W wojnie polsko – bolszewickiej walczył w szeregach 13 Kresowego Pułk Artylerii Lekkiej. Następnie służył w 33 Wileńskim Dywizjonie Artylerii Lekkiej. W okresie międzywojennym kończył szkołę średnią oraz kurs w Oficerskiej Szkole Artylerii w Bydgoszczy, otrzymał patent oficerski. W czasie kampanii wrześniowej 1939 r. brał udział jako kapitan w obronie Lwowa. Powrócił do Wilna, gdzie podjął współpracę z ZWZ-AK. Przyjął pseudonim Jan. Organizował i szkolił oddziały Armii Krajowej. W lipcu 1944 r. jako dowódca dzielnicy „A” (Kalwaryjskiej) i 2 batalionu 85 Pułku Piechoty AK wziął udział operacji Ostra Brama. Po wyzwoleniu miasta wraz innymi członkami AK został aresztowany przez Sowietów. Osadzono go w więzieniu Łukiszki, a następnie w obozie w Griazowcu. W 1947 roku wrócił do Polski. Przez wiele lat był inwigilowany przez Urząd Bezpieczeństwa Publicznego. Jego żoną była Klaudia Sinicyn, absolwentka farmacji na Uniwersytecie im. Stefana Batorego, z którą wziął ślub w Wilnie w 1933 r. Pod jej wpływem spisał wspomnienia, które zostały wydane w 2014 r. Oboje są pochowani na cmentarzu w Grodźcu.

## Upamiętnienia
W Będzinie dawnej ul. ZBoWiD-u nadano imię majora Bolesława Zagórnego.

## Odznaczenia
- Order Virtuti Militari V klasy
- Srebrny Krzyż Zasługi
- Medal Dziesięciolecia Odzyskanej Niepodległości
- Medal za Wojnę 1918-1921
- Medal Zwycięstwa i Wolności 1945
- Srebrny Medal „Zasłużonym Na Polu Chwały”[1].